# HD 109749
HD 109749 är en dubbelstjärna belägen i den norra delen av stjärnbilden Kentauren. Den har en skenbar magnitud av ca 8,2 och kräver åtminstone en stark handkikare eller ett mindre teleskop för att kunna observeras. Baserat på parallax enligt Gaia Data Release 2 på ca 15,8 mas, beräknas den befinna sig på ett avstånd på ca 206 ljusår (ca 63 parsek) från solen. Den rör sig närmare solen med en heliocentrisk radialhastighet på ca –13 km/s.

## Egenskaper
Primärstjärnan HD 109749 A är en gul till vit underjättestjärna av spektralklass G3 IV, som anger att den är en utvecklad stjärna med en ljusstyrka som är högre än den för en liknande stjärna i huvudserien. Den har en massa som är ca 1,2 solmassor, en radie som är ca 1,4 solradier och har ca 1,8 gånger solens utstrålning av energi från dess fotosfär vid en effektiv temperatur av ca 5 500 K. Stjärnan är kromosfäriskt inaktivt och har hög metallicitet, med ett överskott av järn som är 78 procent större än solens.
Följeslagaren, HD 109749 B, är en stjärna i huvudserien av spektraltyp K med en skenbar magnitud av 10,3. Den har en massa av ca 0,78 M☉ och är separerad med 8,4 bågsekunder, vilket motsvarar en projicerad separation på 500 AE. Denna stjärna har samma egenrörelse som den primärstjärnan och verkar vara på samma avstånd, vilket bekräftar att de bildar en fysisk dubbelstjärna.

## Planetsystem
År 2005 upptäcktes en exoplanet vid HD 109749 A. Den upptäcktes genom metoden med mätning av radialhastighet som en del av N2K Consortium.
| Planet | Massa            | Halv storaxel (AE) | Siderisk omloppstid (d) | Excentricitet | Inklination | Radie |
| ------ | ---------------- | ------------------ | ----------------------- | ------------- | ----------- | ----- |
| b      | ≥0,27 ± 0,045 MJ | 0,0615 ± 0,004     | 5,2399 ± 0,000099       | 0,0 (fast)    | -           | -     |